# Mumm-Ra
Mumm-Ra è il principale antagonista della serie a cartoni animati del 1985 Thundercats. Acerrimo nemico e persecutore dei ThunderCats, è un essere immortale, il nero sacerdote senza età della prima Terra. Originario del pianeta Terza Terra, il suo obiettivo è distruggere i ThunderCats e assicurarsi che il suo mondo rimanga sotto il suo controllo.

## Caratteristiche del personaggio
Mumm-Ra è completamente malvagio, spietato, sadico e freddo, oltre che una personalità molto intrigante e manipolatrice. Pensa che tutti quelli intorno a lui probabilmente lo tradiranno, quindi spesso li tradisce per primi. Mumm-Ra odia i ThunderCats sopra ogni cosa, ed è determinato a sbarazzarsi di loro, usando qualsiasi mezzo per farlo. È estremamente ingannevole, con i suoi piani che spesso comportano il cambiamento di se stesso in altri esseri per ingannare i suoi nemici. Mumm-Ra ha rifiutato di accettare la morte, che è ciò che lo ha indotto a rivolgersi agli Antichi Spiriti del Male per l'immortalità. Così cerca di diffondere la loro influenza su tutto il pianeta. L'unica cosa per la quale Mumm-Ra mostra compassione è il suo cane, Ma-Mutt. Tuttavia, Mumm-Ra ha una debolezza, dopo aver visto il suo riflesso, è costretto a ritirarsi di nuovo nella sua piramide nella sua forma normale. Ma gli Antichi Spiriti del Male alla fine aiutano Mumm-Ra a superare questa debolezza.

## Storia del personaggio
Nel fumetto di Wildstorm ThunderCats Origins: Heroes vs. Villains, un antico egiziano di nome Wahankh, uno dei più fidati consiglieri del Faraone, ha deciso di tradire il Faraone e rovesciarlo in un colpo di stato. Wahankh usa quattro rune magiche che rappresentano ciascuno degli spiriti per evocarli per la prima volta. Quando apparvero, Wahankh chiese loro di concedergli un po' del loro potere per rovesciare il Faraone e in cambio avrebbe governato l'Egitto come il loro umile servitore.
Gli spiriti hanno accolto la richiesta di Wahankh e lo hanno infuso con il loro potere malvagio, creando un potente stregone. Il corpo di Wahankh muta in una forma grigia cadaverica prendendo il nuovo nome di Mumm-Ra.
Mumm-Ra ha affrontato il Faraone e ha chiesto di inchinarsi davanti a lui. Tuttavia il figlio del Faraone lo sconfisse presto in battaglia. A causa dei suoi anni di leale servizio, il Faraone, ignaro che il suo ex consigliere è ormai immortale, decise di concedere a Wahankh una nobile morte, essendo sepolto vivo come un essere mummificato in una piramide. Il figlio del Faraone, che è pienamente consapevole dell'immortalità di Mumm-Ra, prova una grande gioia nel vedere sepolto Mumm-Ra.
Dopo la sua sepoltura, Mumm-Ra prega gli Antichi Spiriti di aiutarlo. Tuttavia gli spiriti non lo aiutano a causa della sua incompetenza  nell'affrontare il Faraone. Ordinano perà al loro servo, di costruire le quattro statue giganti, viste nella sua piramide, compito che avrebbe richiesto oltre 600 anni per la sua realizzazione completa. Una volta terminato il suo compito gli hanno dato l'abilità di diventare Mumm-Ra, l'Immortale, un essere di grande potenza con la capacità di sconfiggere qualsiasi Faraone.
Un antico nativo della Terza Terra, Mumm-Ra è il servitore degli Antichi Spiriti del Male, quattro esseri simili a Dio di incredibile potenza. Tuttavia non possono estendere la loro influenza oltre la Piramide Nera che conteneva quattro statue di loro. Così gli Antichi Spiriti del Male usarono Mumm-Ra per estendere la loro influenza sulla Terza Terra, fornendogli un sarcofago che gli garantisse la vita eterna. Dopo che i Mutanti di Plun-Darr giunsero sulla Terza Terra alla ricerca dei ThunderCats, incontrano la piramide di Mumm-Ra. Li ha costretti a collaborare con lui per ottenere la Spada della Veggenza. Tuttavia Lion-O è riuscito a sconfiggere Mumm-Ra, che viene annullato quando ha visto il proprio riflesso, e i mutanti nella loro prima battaglia, segnando l'inizio di un conflitto duraturo tra Mumm-Ra e i ThunderCats.
A un certo punto, Mumm-Ra si trasforma in un Thunderiano di nome Pumm-Ra per infiltrarsi nei ThunderCats. Comincia a sabotare tutto e alla fine cerca di rubare la Spada della Veggenza, che però non pùò essere usata per un'azione malvagia. Così Mumm-Ra viene fatto saltare da un fulmine e costretto a ritirarsi, permettendo a Lion-O di recuperare la spada.
Più tardi, Mumm-Ra si trasforma in una creatura simile a una ninfa chiamata Silky per dare a Tygra un frutto simile alla droga che porta il Thundercat sotto il suo controllo. Mumm-Ra ha fatto in modo che Tygra ottenesse la Spada di Omens per lui, ma non poteva usare il suo potere o distruggerlo. Così cattura una fanciulla guerriera di nome Willa, dicendole che poteva usare la Spada della Veggenza per diventare la Regina della Terza Terra. Aiuta Mumm-Ra a catturare i ThunderCats, ma prima che la mamma potesse uccidere Lion-O, Willa lanciò la Spada della Veggenza a Lion-O, permettendo ai Thundercats di sconfiggere Mumm-Ra e i suoi scagnozzi. Qualche tempo dopo, Mumm-Ra convocò un mechanoid chiamato Driller per catturare Panthro per lui. Ha creato un corpo clone di Panthro, che ha in mano Hammerhand, permettendogli di distruggere la Terza Terra. Mumm-Ra getta quindi Panthro nell'abisso senza fondo, ma fu salvato da Lion-O, permettendogli di sconfiggere Hammerhand. In seguito, Lion-O sta cercando un metodo per liberare Jaga dal piano astrale e così cerca la leggendaria Nether-Witch.
Comunque Mumm-Ra si atteggia a Nether-Witch, intrappolando Lion-O sul piano astrale, ma lui e Jaga fuggirono con l'aiuto di uno stregone di nome Brodo. Qualche tempo dopo, l'antico nemico di Mumm-Ra, Wizz-Ra, ritorna dalla settima dimensione e Mumm-Ra ruba il suo elmetto magico, permettendogli di schiavizzare la maggior parte dei Thundercats. Ma Cheetara e Snarf aiutarono Wizz-Ra a recuperare il casco e liberare i ThunderCats. In un'altra occasione, Mumm-Ra ha cercato di attirare Lion-O nel Regno delle Reti per renderlo vittima della regina dei ragni, Spidera. Ha preso la forma di una fata diamantata per farlo e Snarf è finito intrappolato, ma i ThunderCats lo hanno salvato e sconfitto Spidera. Poco dopo, Mumm-Ra assunse un gruppo di mercenari che riuscirono a catturare Lion-O e recuperare la spada dei presagi. Mumm-Ra ha gettato la spada in un buco nero, ma i ThunderCats sono riusciti a recuperarlo. Più tardi, Mumm-Ra fu avvicinato da un mutante di nome Monkian che gli offre tutto ciò che voleva in cambio del potere di conquistare la Terza Terra. Mumm-Ra gli ha dato Power Spheres per aumentare il suo potere ed è riuscito a congelare i ThunderCats e sconfiggere Lion-O, portando la Spada della Veggenza a Mumm-Ra. Tuttavia, la mummia si è rivolta a Monkian, dicendo che, come parte del patto, è rimasto bloccato nella Piramide Nera per sempre. Le mura si sono chiuse intorno a Monkian e quando le ha distrutte, si sono appena riformate. Mentre Mumm-Ra e Monkian stavano litigando, Lion-O entra di nascosto, libera i suoi compagni e rubò di nuovo la Spada della Veggenza. Nel frattempo, Monkian ha rinunciato al suo nuovo potere di liberarsi. Qualche tempo dopo, Mumm-Ra prese la forma di un Berbil e fece finta di essere ferito, ingannando i ThunderCats per farlo rimanere alla loro base. Quindi ha sconfitto tutti i ThunderCats, ad eccezione di Snarf, che è riuscito a scappare e trovare Lion-O. Lion-O ha combattuto contro Mumm-Ra, ma da quel momento non poteva competere con lui, indossava occhiali che gli impedivano di vedere il suo riflesso.
Tuttavia Lion-O usa il segnale di ThunderCats per rompere gli occhiali, riportando indietro Mumm-Ra con il suo riflesso. Più tardi, gli Antichi Spiriti del Male raccontarono a Mumm-Ra della spada più forte esistente, Excalibur. Si traveste da re Artù e trova il lago dove Excalibur era tenuto dalla Signora del Lago, che cadde per il suo travestimento e gli diede la spada. Mumm-Ra sfida Lion-O in duello e riesce a vincere, portando Excalibur nell'Occhio di Thundera. Ciò ha reso impotenti i ThunderCats e ha quasi portato alla loro distruzione, ma Merlino si è presentato, fermando Mumm-Ra e ripristinando l'Occhio di Thundera. A un certo punto, Vultureman ha creato una pozione superpotente, permettendogli di sfidare Mumm-Ra e sconfiggerlo, prendendo il comando. Tuttavia i mutanti finirono per combattere la pozione e l'ultima fu distrutta. Poco dopo, Lion-O, dopo aver completato una serie di sfide contro gli altri ThunderCats per dimostrarsi leader, è stato lasciato con un'ultima sfida, combattere Mumm-Ra senza la Spada della Veggenza e il Potere dell'Artiglio. Pur avendo nient'altro che le sue mani nude e il suo ingegno, Lion-O riesce a sconfiggere Mumm-Ra, gettando il suo sarcofago nel calderone nella tomba di Mumm-Ra e distruggendolo.
Ma Mumm-Ra viene rianimato e dopo che i ThunderCats incontrano Mumm-Rana, che è fondamentalmente una buona controparte di Mumm-Ra, la porta sotto il suo controllo. Tuttavia i ThunderCats sono riusciti a liberare Mumm-Rana e sconfiggere nuovamente Mumm-Ra. Più tardi, Mumm-Ra ha tentato di catturare altri tre sopravvissuti Thunderiani, ma i ThunderCats hanno messo fine ai suoi piani. Indebolito e con tre nuovi ThunderCats da affrontare, Mumm-Ra fece liberare i Mutanti dai suoi vecchi nemici, i Lunatak, per occupare i ThunderCats. Alla fine Mumm-Ra riacquista il potere e trasformandosi in Jaga, inducendo Lion-O a credere che i nuovi ThunderCats fossero traditori.
Tuttavia i ThunderCats smisero di combattere tra loro e sconfissero Mumm-Ra e Lunataks. In una occasione, Mumm-Ra è riuscito a ottenere l'Occhio di Thundera. Cercò di risvegliare un gigante trasformato in pietra, il Bambino di Gorgone, con la Maschera di Gorgone, che poteva trasformarsi in carne in pietra, ma se gli fosse stata concessa l'abilità della vista oltre la vista, avrebbe potuto diventare pietra per carne. Mumm-Ra convocò la maschera e la usò per trasformare in pietra Lion-O, Panthro e Willa, prendendo l'Occhio di Thundera. Ha svegliato con successo il Bambino di Gorgone, ma i ThunderCats hanno sconfitto il gigante e distrutto la maschera, ripristinando tutto ciò che era stato trasformato in pietra. L'Occhio di Thundera ha anche distrutto il libro che ha raccontato a Mumm-Ra della Maschera di Gorgone, prima che trovasse la via per tornare ai ThunderCats. Più tardi, venne il giorno di un'eclissi solare centenaria, un giorno in cui qualsiasi incantesimo del cast di Mumm-Ra sarebbe durato fino alla prossima eclissi. Lanciò un incantesimo di decomposizione sul covo dei ThunderCats, facendolo iniziare a cadere a pezzi, ma Lion-O alla fine supera l'incantesimo usando la Spada della Veggenza per bloccare il sole. In un'altra occasione, Mumm-Ra costruì il suo famelico bulldog demoniaco, Ma-Mutt, assomiglia a Snarf e catturò il vero Snarf. Ma-Mutt andò alla base dei ThunderCats nel posto di Snarf e avvelenò Lion-O, permettendo a Mumm-Ra di sconfiggerlo. Gli altri ThunderCats vennero a favore di Lion-O, solo per essere catturati in una trappola da Mumm-Ra, che poi mandò Ma-Mutt dopo Snarfer. Tuttavia Lion-O ha vinto il veleno e ha combattuto di nuovo Mumm-Ra mentre Snarf, che sembrava Ma-Mutt, è riuscito a richiamare gli Spiriti Antichi del Male come Mumm-Ra ha fatto per diventare Mumm-Ra l'Immortale. Divenne Snarf-Ra l'Immortale, una versione enorme e più muscolare della sua forma normale. Salvò gli altri ThunderCats e riuscì a sconfiggere Mumm-Ra.
Mumm-Ra alla fine scopre il Tesoro di Thundera, un deposito di manufatti di Thunderiani e la Spada di Plun-Darr, l'arma che distrusse Thundera. Determinato a reclamare la spada, Mumm-Ra e Ma-Mutt viaggiarono indietro nello spazio e nel tempo per cercare i resti di Thundera. Tuttavia questo ha fatto sì che il pianeta si riformasse e che i ThunderCats si preparassero a seguirlo. Ma proprio quando arrivarono, Mumm-Ra trovò la Spada di Plun-Darr e alla fine catturò Snarf e Snarfer. Prendendo la forma di Snarfer, Mumm-Ra guida i ThunderCats al tesoro di Thundera, a cui si poteva accedere solo con la Spada of Omens.
Dopo che fu rilasciato, Mumm-Ra si rivela, sconfiggendo i ThunderCats e prendendo i tesori per se stesso. Comunque sono finiti sparsi per il pianeta. Ha fatto in modo che i mutanti nascondessero un falso libro di presagi, uno dei tesori di Thundera, per inviare i ThunderCats nella direzione sbagliata. Dopo che Panthro, Tygra, Cheetara, Snarf e Snarfer furono trasformati in bambini (soprannominati ThunderCubs) dal Canyon di Youth, Lion-O li manda sulla Terra per aiutare gli altri ThunderCats, che sono stati catturati, mentre continuava a cercare il libro della Veggenza.
Ma mentre si preparavano a partire, Mumm-Ra attaccò, sebbene Lion-O li salvasse. I ThunderCub tornano alla Terza Terra, mentre Lion-O e Snarf affrontano Mumm-Ra per riavere il Libro della Veggenza. Riuscirono a sconfiggerlo e costrinsero Ma-Mutt a riportarli sulla Terza Terra usando un flauto magico mentre Mumm-Ra viene riportato sul pianeta dagli Spiriti Antichi del Male. La prossima mossa di Mumm-Ra fu di dare il Totem di Dera, un altro dei tesori con il potere di curare e portare in vita oggetti inanimati, ai Mutanti in modo da poter costruire un dispositivo per distruggere i ThunderCats.
Tuttavia i ThunderCats sono riusciti a ottenere il Totem di Dera dopo aver distrutto il mostro della palude che i Mutanti hanno usato per creare il totem. Dopo questo, Mumm-Ra andò dietro ad un altro tesoro, una collana chiamata Catena della Lealtà, sentendo Jaga che diceva a Lion-O di trovarlo su Thundera. Riuscì a ottenere prima la Catena della lealtà e la spezzò, facendo combaciare i ThunderCats tra di loro. Tuttavia Lion-O ha usato la Spada della Veggenza per ripristinare la collana, fermando i piani di Mumm-Ra. Più tardi, Lion-O si è accidentalmente intrappolato nel Libro della Veggenza e Mumm-Ra ha colto l'opportunità per rubarlo. Stava per gettarlo nel suo calderone, quando Lion-O chiamò la spada di Omens e la spada lo libera. Mumm-Ra prese la spada e cercò di guardarlo attraverso il libro solo per essere risucchiato da solo, ma Lion-O lo salvò a causa del Codice di Thundera. Dopo che alcuni ThunderCats sono andati a Thundera alla ricerca dei tesori, Mumm-Ra ha abbattuto la loro nave, mandandoli nel Canyon di Youth dove sono diventati nuovamente ThunderCubs. Travestendosi da Lion-O, Mumm-Ra ordinò loro di trovare il tesoro per lui. Alla fine, Cheetara usa il suo sesto senso per localizzare lo Specchio della Verità, ma il vero Lion-O si presentò, usando la Spada dei Suoi per riportare alla normalità i ThunderCubs. Mumm-Ra si trasforma in Mumm-Ra l'Immortale, ma viene sconfitto quando Cheetara usò lo Specchio della Verità contro di lui.
Più tardi, Snarf trova il Braccialetto del Potere, un altro tesoro che conferisce al possessore la capacità di controllare gli altri. Mumm-Ra lo scoprì e lo rubò con successo, usando il braccialetto per rendere Lion-O, Panthro, Tygra e Cheetara i suoi schiavi. Snarf, Wilykat e Wilykit andarono a soccorrerli e Snarf finse di essere sotto il controllo di Mumm-Ra, mentre Wilykat riportava indietro la Spada dei Presidi. Fidandosi di Snarf, Mumm-Ra va a dormire nel suo sarcofago e Snarf riprese il braccialetto del potere. Mumm-Ra più tardi cercò di ottenere il Thunderscopio, un telescopio che permetteva all'utente di trovare i Tesori di Thundera, ma Lion-O lo teneva fuori dalle sue grinfie.
Il prossimo tesoro in cui Mumm-Ra va a caccia fu il Drago di Giada, che scoprì potrebbe intrappolare altre creature nello stomaco. Riesce a intrappolare Lion-O e Cheetara al suo interno, ma Hachiman li salva. Poco dopo, gli Spiriti Antichi del Male, stanchi delle continue sconfitte di Mumm-Ra, gli dissero di avere 24 ore per sconfiggere i ThunderCats o essere esiliati per sempre.
Per farlo, hanno garantito a Mumm-Ra un'energia più malvagia che mai, trasformandolo in una versione gigantesca della sua forma Immortale con un'incredibile potenza. Mumm-Ra continuò a scatenarsi in tutta la Terza Terra, mandando Tygra, Cheetara e Panthro, Wilykat e Wilykit in un limbo, distruggendo la Torre della Veggenza e seppellendo Lion-O in vita. Snarf entra nel libro della Veggenza per trovare un modo per sconfiggere Mumm-Ra mentre Lion-O riusciva a liberarsi. Assunse Mumm-Ra e scoprì da Snarf che Mumm-Ra doveva vincere prima del tramonto. Alla fine, il tempo di Mumm-Ra si esaurì e gli spiriti lo esiliarono dalla Terza Terra.
Tuttavia gli Spiriti Antichi cambiano idea e resuscitarono Mumm-Ra e Ma-Mutt, mandandoli a una nuova piramide su New Thundera. Mumm-Ra ha scoperto che la gravità del pianeta era controllata da un giroscopio al centro del pianeta e aveva progettato di usarlo per distruggere i ThunderCats, che avevano deciso di costruire la loro casa sul pianeta. Mumm-Ra ha reso il malfunzionamento del giroscopio prendendo il controllo della maga che lo ha protetto, Jaguara, causando terremoti in tutto il pianeta, prima di resuscitare Grune il Distruttore per combattere i Thundercats. Alla fine i Thundercats scoprirono cosa stava facendo Mumm-Ra, ma prima che potessero affrontarlo, Mumm-Ra lasciò Ma-Mutt libero dai Mutanti, che ordinò di sbarazzarsi di Tygra e Pumyra. I ThunderCats riuscirono a riacquisire i mutanti, ma i terremoti peggiorarono. Andarono a fermare Mumm-Ra, ma usò un campo di forza per tenerli lontani dal giroscopio. Tuttavia Lion-O ha usato l'Occhio di Thundera per ottenere se stesso e gli altri Thundercats attraverso il campo di forza. Spararono tutte le loro armi contro Mumm-Ra, sconfiggendolo, ma spezzarono la corda che reggeva il giroscopio, facendolo cadere nel pozzo senza fondo sottostante, facendo sì che New Thundera iniziasse a cadere a pezzi. Più tardi, Mumm-Ra sabotò un robot chiamato Screwloose che doveva aiutare Jaguara. Così Screwloose ha causato sempre più problemi, ma i ThunderCats sono riusciti a riportarlo sotto controllo. Qualche tempo dopo, Mumm-Ra si preoccupò che gli Antichi Spiriti del male lo abbandonassero in favore del maestro delle ombre, che in realtà iniziò a battere Lion-O.
Così Mumm-Ra aveva Ma-Mutt rubando la Spada della Veggenza dal Maestro dell'Ombra, mettendola vicino al Libro della Veggenza e permettendo a Lion-O di sconfiggere il Maestro dell'Ombra. Nella sua battaglia finale con i Thundercats, Mumm-Ra rubò la Chiave della Veggenza ed entrò nel Libro della Veggenza. Lion-O doveva presentare la chiave del guardiano del libro o i ThunderCats sarebbero stati congelati nel tempo e Nuova Thundera sarebbe stata distrutta. Mumm-Ra ha cercato di salvare Nuova Thundera, ma congelare i ThunderCats in tempo. Lion-O è riuscito ad entrare nel Libro della Veggenza con la Spada dei Presenti e hanno combattuto uno contro uno senza alcuna magia. Nonostante Mumm-Ra abbia cercato di imbrogliare, ha perso contro Lion-O e ha chiesto aiuto agli Antichi Spiriti del Male, che hanno mandato il loro campione, Pyron. Ma Lion-O è riuscito a distruggere Pyron con i draghi che servivano l'entità del Libro della Veggenza e ha preso la Chiave della Veggenza da Mumm-Ra, permettendo a Lion-O e ai ThunderCats di preservare e ripristinare Nuova Thundera.

## Poteri e abilità
Mumm-Ra è uno stregone estremamente potente e possiede conoscenze e abilità apparentemente illimitate nelle arti magiche di tutto l'universo. Questo gli conferisce vari poteri, tra cui levitazione, negromanzia, alchimia, mutaforma, teletrasporto, telecinesi, lavaggio del cervello, proiezione astrale, previsione e esplosioni di energia. Anche Mumm-Ra è immortale e ogni volta che viene distrutto, si riforma nel suo sarcofago. Dichiara che "Ovunque esista il male, vive Mumm-Ra!" Mumm-Ra può invocare gli Spiriti Antichi del Male per trasformarlo in Mumm-Ra, il semprevivo dicendo: "Antichi Spiriti del Male, trasformate questo corpo mummificato in Mumm-Ra, l'Immortale!". In questa forma, Mumm-Ra è un canale per il potere degli Antichi Spiriti del Male, aumentando le sue capacità ad un livello incredibile. Ha una grande forza, il potere del volo e maggiori capacità magiche. Tuttavia questa forma ha una quantità limitata di energia e una volta esaurito, Mumm-Ra ritorna alla normalità e deve tornare al suo sarcofago per ristabilirsi.